# Gerhard Scholz (Fußballspieler)
Gerhard Scholz (* 7. April 1935; † 21. Februar 1970) war ein deutscher Fußballspieler. Er hat von 1954 bis 1960 in der damals erstklassigen Oberliga Nord für die Vereine VfB Oldenburg, Eintracht Nordhorn und Eintracht Braunschweig insgesamt 94 Ligaspiele absolviert und dabei 24 Tore erzielt.

## Werdegang
Scholz gehörte der Jugendnationalmannschaft des DFB an, welche mit dem Länderspiel am 31. März 1953 in Lüttich gegen Argentinien, die offiziellen Jugendländerspiele eröffnete. Der DFB nahm 1953 erstmals am UEFA-Juniorenturnier teil. Er bildete beim 3:2-Erfolg im damals üblichen WM-System als linker Außenläufer zusammen mit Karl Hoffmann und Louis Buderus die deutsche Läuferreihe. Auch in den zwei weiteren Turnierspielen gegen Spanien (1:5) und England (1:3) kam Scholz zum Einsatz. Trotz der im Seniorenbereich später herausragenden Offensivspieler Uwe Seeler, Klaus Stürmer und Ernst-Günter Habig schieden die DFB-Junioren nach der Gruppenphase aus dem Turnier aus. 
Nachdem Scholz 1954 unter Trainer Hans Tibulski mit dem Team aus dem Stadion Donnerschwee, dem VfB Oldenburg, den Aufstieg in die Oberliga Nord erreicht hatte, debütierte er als rechter Außenläufer am 22. August 1954 bei einem 2:1-Heimerfolg vor 12.000 Zuschauern gegen den FC St. Pauli in der Oberliga. Am Rundenende belegte der VfB den elften Rang und das Talent hatte in 25 Ligaspielen fünf Tore an der Seite von Ex-Nationalspieler Erich Hänel erzielt. Nach der zweiten Oberligasaison 1955/56 stieg Scholz aber mit Mannschaftskameraden wie Herbert Bayer und Burghard Rylewicz nach weiteren 22 Oberligaspielen (zwei Tore) in das Amateurlager ab. In den zwei folgenden Runden wurde er mit dem VfB Oldenburg zwar 1957 in der Amateurliga Niedersachsen-West Meister beziehungsweise 1958 Vizemeister, scheiterte aber jeweils in der Aufstiegsrunde an der Oberligarückkehr.
Scholz schloss sich deshalb zur Runde 1958/59 den Weinroten vom Eintracht-Stadion am Heideweg, Eintracht Nordhorn, an. Aber auch an der Seite von Ex-Amateurnationalspieler Alfred Post erlebte er nach 28 Ligaspielen und zwölf Toren den zweiten Abstieg aus der Oberliga. Er konnte aber seine Oberligazugehörigkeit mit einem Vertrag bei Eintracht Braunschweig ab der Saison 1959/60 verlängern. Unter Trainer Kurt Baluses absolvierte er an der Seite von Torhüter Johannes Jäcker und Feldspielern wie Wolfgang Brase, Heinz Patzig, Walter Schmidt und Werner Thamm 18 Oberligaspiele mit fünf Toren; Braunschweig belegte den achten Rang. Seinen letzten Oberligaeinsatz hatte Scholz am 25. September 1960 bei einem 3:2-Heimerfolg gegen den VfR Neumünster.
Zum Zeitpunkt seines Todes, Scholz starb 1970 mit 34 Jahren bei einem Altliga-Turnier an Herzversagen, war der Versicherungskaufmann Spielertrainer bei Rot-Weiß Steterburg. Die A-Jugend des Klubs hatte er 1968 zum Gewinn der Nord-Meisterschaft geführt.